# Catania (provincie)
Catania (Nederlands, historisch: Catanië) is een van de negen provincies van de Italiaanse autonome regio Sicilië op het gelijknamige eiland. De hoofdstad is de gelijknamige stad Catania. Voor de provincie is in 2015 de nieuwe bestuurslaag metropolitane stad Catania in de plaats gekomen.
De provincie Catania beslaat 3553 km² en telt iets meer dan een miljoen inwoners. De vulkaan Etna ligt volledig op het grondgebied van de provincie. Daarnaast behoort een gedeelte van de oostelijke kuststrook van Sicilië tot de provincie. De voornaamste plaatsen naast Catania zijn de badplaats Acireale, Paternò, Caltagirone, Giarre en Misterbianco.
De officiële afkorting van de provincie Catania is CT.

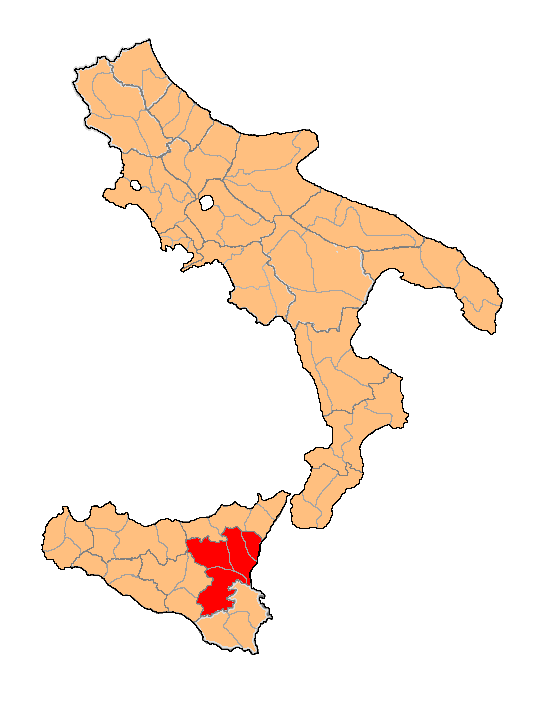